# Piperhill
Piperhill is een dorp ongeveer 6 kilometer ten zuiden van Nairn in de Schotse lieutenancy Nairn in het raadsgebied Highland.